# محرك حثي

المحرك الحثي

المحرك التحريضي أو المحرك الحثي أو الموتور الحثي (بالإنجليزية: Induction motor)‏ هو محرك تيار متردد يقوم بتحويل الطاقة الكهربائية إلى طاقة حركية وهو أحد تطبيقات قانون فارادي للحث فهو يعمل فقط في أنظمة التيار المتناوب

## تاريخ
اخترع المحرك الحثي نيكولا تيسلا في 1886 في الولايات المتحدة الأمريكية. حيث درس أسس وآلية عمل المحرك.

## مبدأ عمله
يسير تيار متردد من جهة الجسم الثابت المربوط في مصدر جهد متردد ويمر التيار في ملفات الساكن التي تختلف في عدد الأقطاب من محرك لآخر وعند مرور التيار المتردد في ملف ينشأ فيض مغناطيسي متردد طبقا لقانون فرداي. ويجري هذا الفيض في الدائرة المغناطيسية التي تتكون بين الساكن والدوار - حيث لا يوجد أي ربط كهربي بين الساكن والدوار - وعندما يمر فيض مغناطيسي في ملفات الطرف الدوار يستحث تيار كهربائي في دائرة الدوار الكهربية طبقا لقانون فرداي، فينتج عن حركة التيار والفيض مجال مغناطيسي دوار يقوم بتدوير الطرف الثانوي.

## مكونات المحرك
يتكون المحرك من طرفين أحدهما ساكن ويسمى (stator)والآخر دوار ويسمى (rotor) وترتبط سرعة الدوران بقيمة تردد التيار في الدائرة. ويتكون الدوار من شرائح من الحديد بدلا من قلب من الحديد مصمتة وذلك لتقليل تيار الفقد (eddy current loss) وزيادة الكفاءة.
وما بين الدوار والساكن مسافة من الهواء تسمى الثغرة الهوائية(air gap) وكلما قلت المسافة بين الدوار والساكن قلت قيمة مقاومة الهواء.
والمحرك الحثي هو المحرك الأكثر استعمالًا في المصانع والآلات.

## أنواع المحرك
للمحرك ذو التيار المتردد نوعان:
- المحرك ذو القفص السنجابي "squirrel cage induction motor"
- محرك حثي بحلقات انزلاقية "slip ring induction motor"